# Baga (cépage)
Pour les articles homonymes, voir Baga et Morete.
Le baga est un cépage rouge, sombre, tannique utilisé dans le centre du Portugal. Il donne le rouge standard de Bairrada.

## Synonymes
Ce cépage est aussi connu sous les noms de Baga de Louro, Baguinha, Bairrada, Bairrado Tinta, Baya, Carrasquenho, Carrega Burros, Goncalveira, Grand noir, Morete, Moreto, Paga Dividas, Poeirinha, Poeirinho, Povolide, Preiinho, Pretinho, Preto Rifete, Rifete, Rosete, Tinta Bairrada, Tinta Bairradina, Tinta da Bairrada, Tinta de Baga et Tinta Fina.